# Internacionála (politika)
Internacionála je mezinárodní politická organizace.
- I. internacionála – marxistická a anarchistická (Marx a Bakunin).
- II. internacionála – socialistická.
- Dvouapůltá internacionála
- Socialistická dělnická internacionála - vzniklá sloučením dvou předchozích
- III. internacionála – komunistická nebo Kominterna.
- IV. internacionála – trockistická.
- V. internacionála – revoluční socialisté (REVO).
- Socialistická internacionála - socialistické a sociálně demokratické strany (za ČR SOCDEM).
- Zelená internacionála – neoficiální název pro organizaci původně nazvanou Mezinárodní agrární byro, později přejmenovanou na Mezinárodní selskou unii; po úpadku politického významu zemědělství a růstu významu ekologie dnes ekologická[zdroj?]
- Ecosocialist International Network - ekosocialistická internacionála, založená 7. října 2007 v Paříži, zakládající země: Argentina, Austrálie, Belgie, Brazílie, Dánsko, Francie, Itálie, Kanada, Kypr, Švýcarsko, Řecko, USA, Velká Británie.
- Mezinárodní ententa radikálních a podobných demokratických stran (Radikální internacionála) – radikální a sociálně liberální
- Liberální internacionála – liberální strany
- Internacionála anarchistických federací
- Pirátská internacionála - mezinárodní organizace zastřešující Pirátské hnutí